# Cavity
Cavity is een Amerikaanse sludgemetalband uit Miami, Florida.

## Bezetting
Leden
- Daniel Gorostiaga
- Rene Barge
- Ed Matus
- Andrew McLees
- Bryan Adams

Voormalige leden
- Raf Luna
- Juan Montoya
- Steve Brooks
- Anthony Vialon
- Ryan Weinstein
- Jason Lederman

- Beatriz Monteavaro
- Henry Wilson
- Jason Landrian
- Jorge Alvarez
- Rick Smith

## Geschiedenis
Ze ontstonden voor het eerst in 1992 en brachten een groot aantal albums en singles uit, voordat ze in 2003 uit elkaar gingen. Steve Brooks en Juan Montoya zouden gaan spelen in Torche en Floor. Anthony Vialon, Henry Wilson en Beatriz Monteavaro speelden ook in Floor. Jason Landrian ging verder met het formeren van Black Cobra. In 2015 kwam de band voor het eerst sinds hun ontbinding weer bij elkaar en toerde ze door de Verenigde Staten. De band bracht sinds hun reünie hun eerste album After Death uit via Valley King in 2017.

## Discografie
Studioalbums
- 1995: Human Abjection (City of Crime)
- 1997: Somewhere Between the Train Station and the Dumping Grounds (Rhetoric)
- 1999: SuperCollider (Man's Ruin)
- 2001: On the Lam (Hydra Head Records)
- 2017: After Death (Valley King)

Singles en ep's
- 1992: Cavity demotape (zelf uitgebracht)
- 1996: Scalpel 7" (City of Crime)
- 1996: Crawling 7" (Bacteria Sour)
- 1996: Goin' Ann Arbor 7" (Rhetoric)
- 1996: Sourflower/Damaged III split 7" met Daisycutter (Starcrunch)
- 1997: Fuck Diablo 7" (Arm)
- 1998: Wounded 7" (No!)
- 1998: In These Black Days Volume 4 split 2x7" met Cable, Jesuit en Overcast (Hydra Head)
- 1999: Laid Insignificant cd (Bacteria Sour) (opnieuw uitgebracht via Hydra Head in 2008)
- 1998: Live split 2x7" met Bongzilla (Rhetoric)

Compilatiealbums
- 1996: Drowning (Bacteria Sour)
- 2001: Miscellaneous Recollections 92-97 (Kapow)